# SN 2011dm
SN 2011dm – supernowa typu Ia odkryta 15 czerwca 2011 roku w galaktyce UGC 11861. W momencie odkrycia miała maksymalną jasność 18,80m.